# Sant Celoni
Sant Celoni – gmina w Hiszpanii, w prowincji Barcelona, w Katalonii, o powierzchni 65,49 km². W 2011 roku gmina liczyła 17 076 mieszkańców.